# Cuel

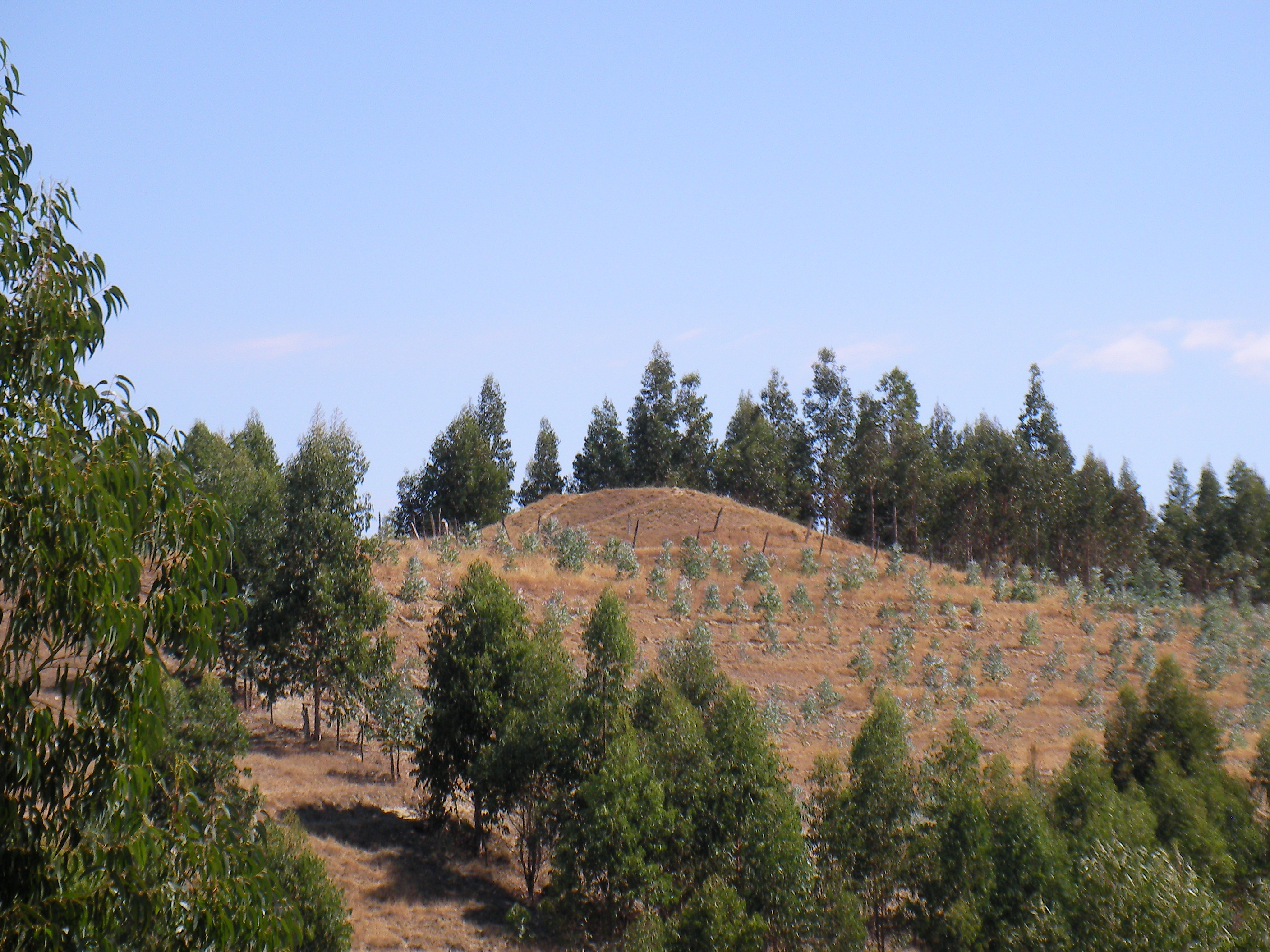
Un cuel en el valle de Purén (coordenadas).

Se conoce como cuel, neologismo creado a partir del mapudungún kuel, "lindero" a unos túmulos mapuches edificados en las cercanías de Purén y Lumaco, de acuerdo a los estudios publicados el 2007 por el arqueólogo Tom Dillehay.,

## Descripción
Este autor identifica alrededor de 300 túmulos, de aparente uso funerario. Estas colinas artificiales cónicas, de piedra y barro, tienen dimensiones que van entre los 8 y los 50 m de diámetro, y 1 y 15 m de alto. El eje principal de los montículos está orientado en relación con un cuerpo de agua -como río o pantano- de manera paralela o perpendicular.

## La teoría de Dillehay
Según la hipótesis de Dillehay, que también es el descubridor del yacimiento pre-Clovis de Monte Verde en el sur de Chile, se habría desarrollado un núcleo altamente poblado en la "Ciénaga de Purén", donde se yerguen los cuel. La disponibilidad de alimentos, como pescados, habría sido un factor de este florecimiento demográfico. Esto habría permitido mayores niveles de organización social y la subsecuente edificación de los monumentos.
Los cuel serían parte de complejos sagrados de uso colectivo, completados por la presencia de canchas de palín, promontorios más pequeños y otras estructuras de madera, como graderías y proscenios. Estos puntos, que corresponderían a lo que los cronistas españoles señalan como aliwenes, "lugares señalados", habrían sido espacio de confluencia de masas para la realización de rituales y festividades. 
Dillehay data la mayoría de los cuel en las dos centurias anteriores a la llegada de los españoles; el siglo XIV y el siglo XV, postulando que las estructuras podrían ser fruto de la influencia inca o de las culturas de los Andes centrales en general.

## Simbología
Los cuel serían una representación artificial de las grandes montañas volcánicas de la cordillera, consideradas habitualmente sagradas en diversas culturas andinas. 

Dillehay ha descubierto que los cuel serían una minimalización de esos volcanes cordilleranos, y ese es un descubrimiento increíblemente poético, además de arqueológico.
José Bengoa.

## Descubrimiento de los cuel
Las primeras noticias de túmulos mapuches, a inicios del siglo XX, se atribuyen a Ricardo E. Latcham. Dillehay, por su parte, publicó sus primeras investigaciones al respecto en 1986. Desde entonces ha desarrollado una línea de trabajo que culminó el 2007 con la edición de su libro Monuments, empires and resistance.
Entre las crónicas españolas de la conquista hay algunas referencias a la existencia de "huacas" en Chile, que es la palabra con que en Perú se habían familiarizado con los túmulos y pirámides. En el acta de toma de posesión del Río Valdivia, por Gerónimo de Alderete y Juan Bautista Pastene, se refiere que:

"...de la isla que cerca de allí vimos, que se llama Guiguacabin (isla Mancera), a la boca de un río grande llamado Collecu (río Tornagaleones), donde tiene su casa y guaca, que es su adoratorio, el cacique y gran señor llamado Leochongo y del dicho cacique e indios de aquella provincia".

## Polémica por los cuel de Santa Bárbara
En las vecindades de la comuna de Santa Bárbara, ubicada a unos 100 km al NE de la ciénaga de Purén, se ha afirmado la presencia de dos cuel, que inminentemente serían afectados por la inundación causada por la Central Hidroeléctrica Angostura, que construye actualmente en el sector la empresa Colbún S.A.. 
En el 2008 el arqueólogo Tom Dillehay visitó la zona, confirmando preliminarmente ante la prensa la existencia de estos dos cuel. Uno en Coyanco, área cercana a Los Ángeles, y otro en el sector denominado precisamente Kuel, en Los Notros, localidad cercana a Santa Bárbara (coordenadas 37°42′01″S 71°48′15″O / -37.70028, -71.80417). Se trataría de los mayores montículos encontrados hasta la fecha al norte del Río Bío Bío y los primeros asociados a la rama pehuenche del pueblo mapuche. Estos cuel corresponderían, de acuerdo a Dillehay, a las características y el patrón de emplazamiento topográfico de los ya conocidos en otras zonas. La opinión de Dillehay fue coincidente con los testimonios de los habitantes locales, que reseñan el uso ceremonial indígena de los sitios en épocas relativamente recientes, y a la actual connotación sagrada del sitio en Los Notros, denominado también Cerro Calvario, que es usado para una romería anual en honor a San Sebastián (20 de enero).
Esta situación, junto con el hecho de que muchos de los desplazados por las obras corresponden a pehuenches y campesinos chilenos que ya habían sido erradicados por la construcción de la anterior Central Hidroeléctrica Pangue, motivó un movimiento comunitario de rechazo a la nueva represa.
La empresa Colbún S.A., a su vez, presentó su propio informe arqueológico contrario a la opinión de Dillehay.
Pese a este informe de la empresa, las preocupación sobre este tema siguieron siendo refrendadas, en su momento, por Corporación Nacional de Desarrollo Indígena, que abogó por la realización de estudios complementarios.
Ante estos requerimientos, Colbún entregó un informe arqueológico, que descartaba de plano la existencia de cuel o cualquier otro resto arqueológico o histórico en la zona, basado en un recorrido "pedestre" y una "inspección visual". También adjuntó un estudio realizado por un geólogo asesor de la empresa, que aseguraba que el Cerro Calvario es una estructura de origen natural.